# Erik Eriksen (fodboldspiller i AB)
 For alternative betydninger, se Erik Eriksen (flertydig). (Se også artikler, som begynder med Erik Eriksen)
Erik Eriksen var en dansk fodboldspiller.
Eriksen spillede i Akademisk Boldklub, som han vandt det danske mesterskab med i 1919.